# Haptische Wahrnehmung

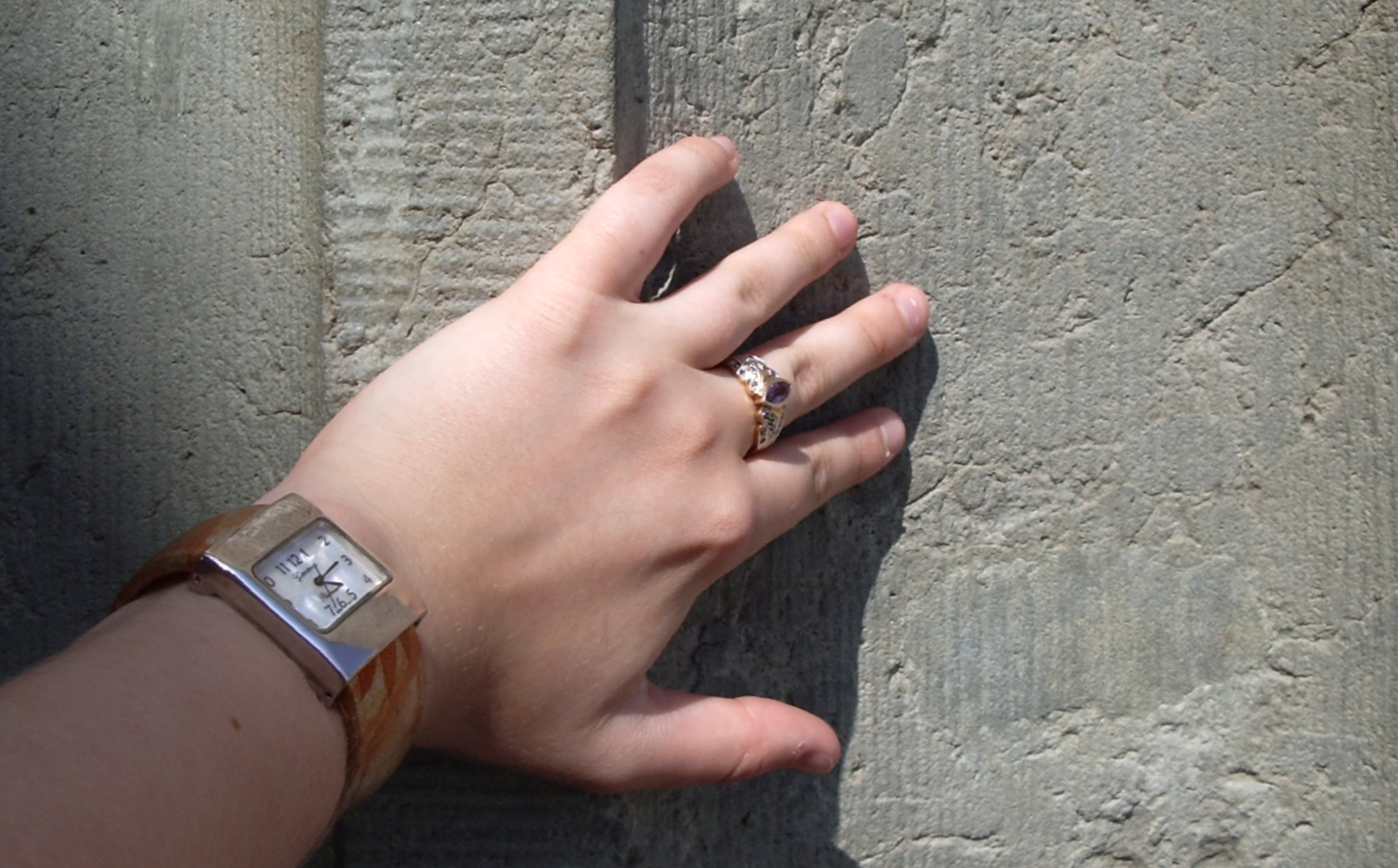
Ertasten einer Betonstruktur

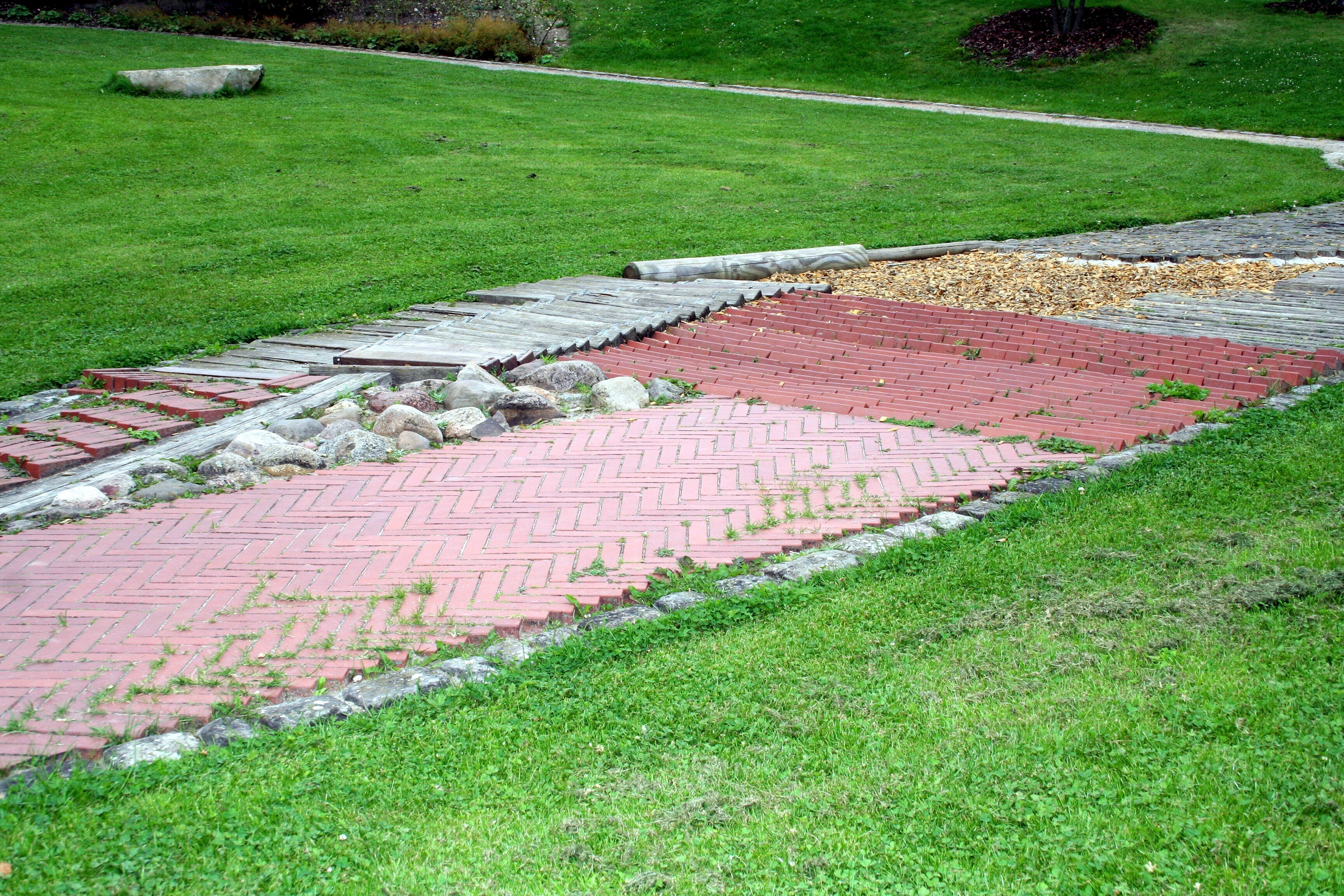
Haptischer Pfad zur Förderung der Sinneswahrnehmung, Park der Sinne, Laatzen bei Hannover

Als haptische Wahrnehmung (altgriechisch ἁπτός haptόs, deutsch ‚fühlbar‘, ἁπτικός haptikόs, deutsch ‚zum Berühren geeignet‘) bezeichnet man das tastende „Begreifen“ im Wortsinne, also die Wahrnehmung durch aktive Erkundung im Unterschied zur passiven taktilen Wahrnehmung. Der Begriff Haptik geht auf den deutschen Psychologen Max Dessoir zurück, der 1892 empfahl, die wissenschaftliche Lehre über das Tastsinnessystem in Anlehnung an „Akustik“ und „Visualität“ zu benennen, nämlich analog der akustischen oder visuellen Wahrnehmung die haptische Wahrnehmung.

## Teilgebiete
Der Oberbegriff der Haptik umfasst sowohl die Interozeption als auch die Exterozeption, wobei zwischen taktiler und haptischer Wahrnehmung unterschieden wird.
Die biophysiologische Grundlage der taktilen und haptischen Wahrnehmung wird durch das somatosensorische System (Somatosensorik, sensorische Information) und das sensomotorische System (Sensomotorik, sensorische und motorische Information) gebildet.
Die haptische Wahrnehmung umfasst folgende Wahrnehmungsaspekte:
- haptische Sensitivität (Bestandteil der Oberflächensensibilität, Wahrnehmung mechanischer Reize in Form von Druck, Vibration und Gewebsdehnung)
- Propriozeption (Tiefensensibilität, Fähigkeit die Stellung und Bewegung der Gliedmaßen und des eigenen Körpers im Raum wahrzunehmen; Bewegungswahrnehmung wird gelegentlich auch als Kinästhesie[5] bezeichnet),
- Viszerozeption (Wahrnehmung der Informationen über Organtätigkeiten)
- Schmerzwahrnehmung (Nozizeption),
- Temperaturwahrnehmung (Thermorezeption)

## Wahrnehmungsprozesse

### Reizaufnahme durch Mechanorezeptoren
An haptischen Wahrnehmungsprozessen sind eine Vielzahl unterschiedlicher Rezeptoren beteiligt. Neben den Informationen der Mechanorezeptoren der Haut werden ebenfalls die Informationen der Dehnungs-, Druck- und Vibrationsrezeptoren der Gelenke, Sehnen und Muskulatur zu einem haptischen Perzept integriert.
Allein die Zahl der Rezeptoren in den verschiedenen Hautschichten wird auf zwischen 300 und 600 Millionen geschätzt. Zu den am häufigsten vorkommenden Rezeptoren gehören Vater-Pacini-Körperchen (höchste Empfindlichkeit bei Vibrationsreizen im Bereich zwischen 40 und 300 Hz), Meissner-Körperchen (registrieren Druckveränderungen von bis zu 1 µm), Merkel-Zellen (registrieren anhaltende, senkrechte Druckreize) und Ruffini-Körperchen (Gewebsdehnung). Vor allem Pacini- und Ruffini-Körperchen sind nicht nur in der Haut, sondern vielfach im Bindegewebe, Gelenken, der Muskulatur und den inneren Organen zu finden. Hinzu kommen Golgi-Sehnenorgane und Muskelspindeln.
Außerdem ist jedes einzelne der etwa 5 Mio. Körperhaare des Menschen mit etwa 50 Berührungssensoren bestückt, die jede geringste Verformung des jeweiligen Haares registrieren. Hinzu kommen die berührungssensiblen freien Nervenendigungen in der Oberhaut, die neben mechanischen Reizen vor allem Temperatur- und Schmerzreize registrieren. Bei überschlägig einer freien Nervenendigung pro µm² Hautfläche ergibt sich eine Gesamtanzahl von rund 2e12 beim erwachsenen Menschen. Im Gegensatz zu anderen Sinneswahrnehmungen ist demnach für die haptische Wahrnehmung die Integration multipler Informationen aus unterschiedlichen Körperregionen und verschiedenen Rezeptorsystemen erforderlich.

### Kortikale Verarbeitung
Alle Informationen der Mechano- und Propriorezeptoren der Muskeln, Gelenke und der Haut werden über die langen afferenten sensorischen Bahnen des Rückenmarks via Thalamus zur Großhirnrinde (Cortex cerebri, Kortex) projiziert. Im Thalamus werden die haptischen Informationen vor allem im Nucleus ventralis posterior verschaltet. Dortige Neurone projizieren direkt in einen Teil des sekundären (SII) und alle primären somatosensorischen (SI; Gyrus postcentralis) Anteile der kontralateralen Großhirnrindenhälfte. Zur weiteren kortikalen Verarbeitung gehen Afferenzen vom SI zum Parietalkortex (v. a. posteriore Regionen; Brodmann-Areale BA 5 und 7) sowie zu sekundären somatosensorischen Regionen (SII) und von dort zu weiter temporal gelegenen parietalen Arealen (BA 22, 37, 39, 40), zur Insula, den frontalen und temporalen Assoziationskortizes (vertiefend siehe:).
Die Neurone des posterioren Parietalkortex sind an der multisensorischen Integration (u. a. visuelle mit somatospatialen sowie somatosensorische mit propriozeptiven Informationen), der dafür nötigen Kurzzeitspeicherung und Aufmerksamkeit sowie motorischen Kontrolle beteiligt. Sie sind entscheidend für die Körperwahrnehmung im Raum und bilden die Grundlage für kognitive Prozesse die auf Wahrnehmungen basieren.
Über die komplexen höheren Funktionen der Verbindungen des SII ist bisher relativ wenig bekannt. Verbindungen zur Insula spielen wahrscheinlich bei der Verarbeitung von Forminformationen und affektiven Komponenten eine Rolle. Das Frontalhirn ist wahrscheinlich an haptischen Entscheidungsprozessen beteiligt. Die Verbindungen zum Temporallappen dienen den relevanten Gedächtnisprozessen.
Efferente Signale erreichen den Parietallappen über neuronale Verbindungen mit diversen subkortikalen und kortikalen Gebieten; unter anderem den Basalganglien und dem Gyrus cinguli.

### Unterschiede der neuronalen Erregung bei haptischer und taktiler Reizung
Bei der haptischen Wahrnehmung ist der Motorkortex immer aktiv; sie steht damit im Gegensatz zur Wahrnehmung passiver Reizeinwirkungen, wie berührt zu werden. Im primären und sekundären somatosensorischen Kortex von Affen fand man Neuronen, die
- feuern, wenn der Affe etwas berührt, aber nicht, wenn derselbe Affe an derselben Stelle mit demselben Objekt berührt wird;
- feuern, wenn der Affe beim Ertasten aufmerksam ist, aber nicht, wenn er dabei abgelenkt ist;
- feuern, wenn der Affe etwas Eckiges ergreift, aber nicht, wenn er etwas Rundes ergreift.

Die haptische Wahrnehmungsschwelle (Reizschwelle) liegt beim aktiv explorierenden, gesunden erwachsenen Menschen bei rund 1 µm (1 mm = 1000 µm). Experimentelle Untersuchungen konnten zeigen, dass eine einzelne Erhebung dieser Größenordnung auf einer hochglatten Oberfläche noch wahrgenommen werden kann. Damit ist die Auflösungskapazität der haptischen Wahrnehmung um ein Vielfaches größer als die der taktilen Wahrnehmung.

Haptische und taktile Wahrnehmung
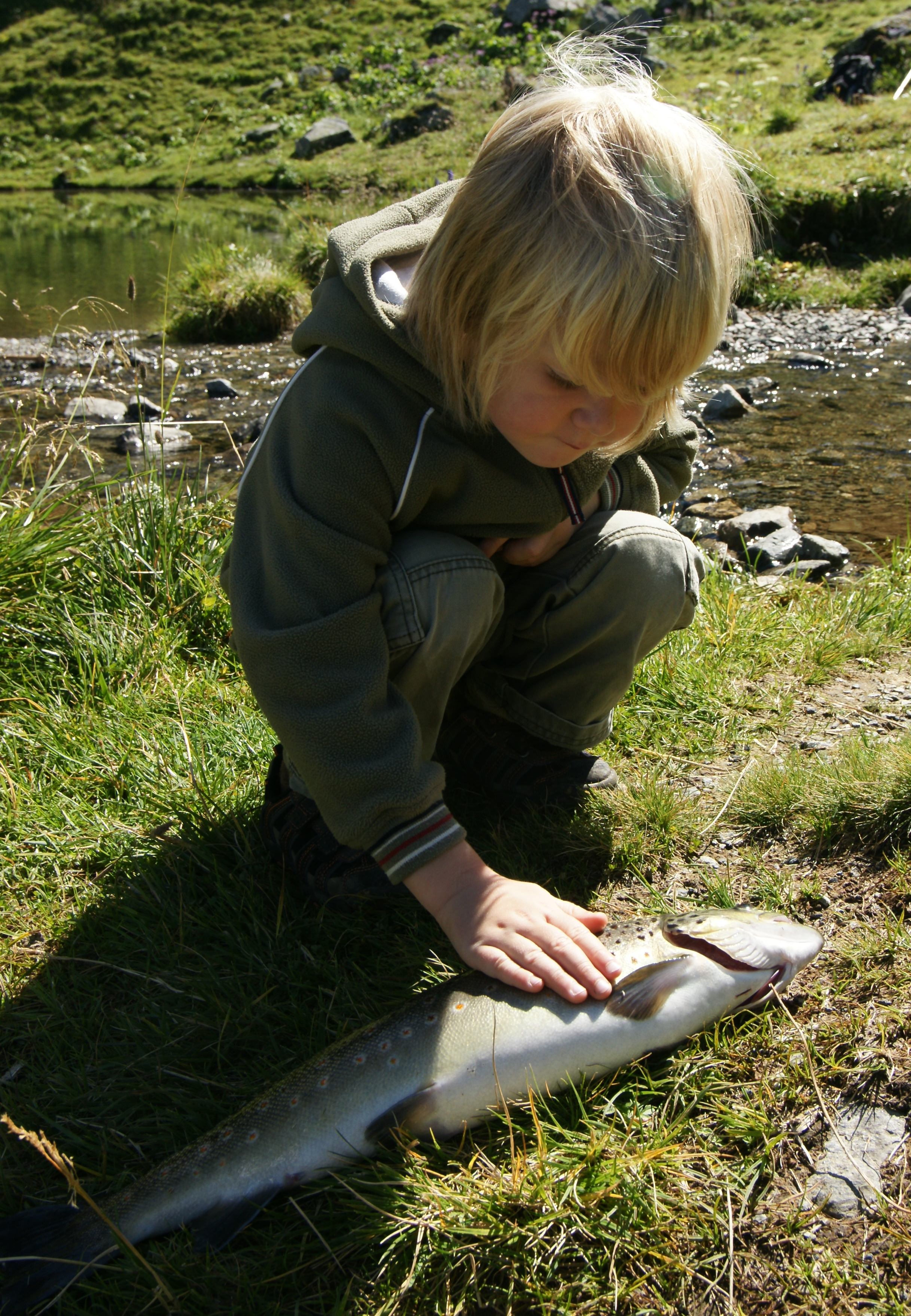
Aktives Ertasten eines Fisches → haptische Wahrnehmung
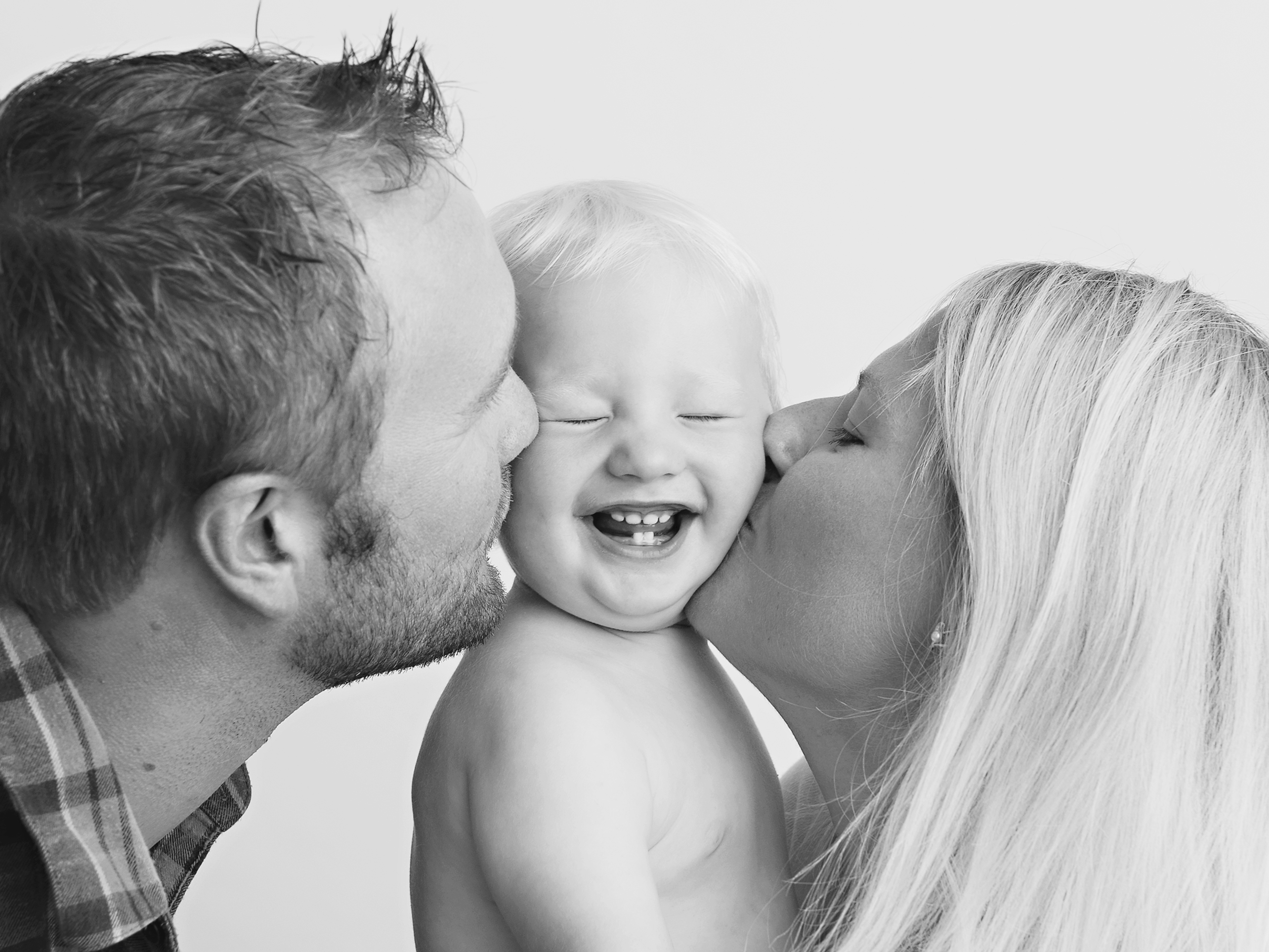
Zärtlichkeit erlebendes Kind → taktile Wahrnehmung

Der Tastsinn bei der taktilen Wahrnehmung in Form von (unspezifischen) Reaktionen auf Berührungen, ist der erste Sinn der sich beim Fötus entwickelt. Schon 6 Wochen nach der Befruchtung sind bei extrauterinen (überlebenden) Feten durch Hautberührung ausgelöst Reaktionen sichtbar.
Diese taktile Wahrnehmung wird über die Haut Druck, Berührung und Vibrationen sowie Temperatur durch Tast- als auch Wärme- und Kälterezeptoren wahrgenommen und die von ihnen ausgelösten Reizimpulse mit hoher Geschwindigkeit durch die taktilen Nervenfasern über das Rückenmark an das Gehirn weitergeleitet, um bei drohender Gefahr – beispielsweise einer Verletzung – unverzüglich reagieren zu können.
Neben den taktilen Nervenfasern für die Weiterleitung von Schmerz-, Druck-, Vibrations- und Temperaturreizen sind seit den 1990er Jahren auch in der Haut befindliche C-taktile Fasern bekannt, welche bei Reizung die Informationen eher langsam an das Gehirn weiterleiten und nur für das Spüren von sanfter, zärtlicher Berührung ausschlaggebend sind. Die Haut ist also als ein soziales Organ anzusehen.
Nachdem der Berührungsreiz im Gehirn angekommen ist, wird er in Abhängigkeit der eigenen Erwartung und des jeweiligen Umfeldes (Kontextes) bewertet und dann gegebenenfalls als angenehm oder unangenehm empfunden. So wird eine physische Berührung, ob zärtlich oder nicht, von einer völlig unbekannten oder gar abgelehnten Person beziehungsweise einem derartigen Tier in der Regel als unangenehm empfunden und der/die Berührte verspürt unmittelbar den verstärkten Wunsch nach Abstand. Diese bei allen gesunden Menschen angelegte und damit natürliche psychologische Reaktion dient dem Selbstschutz.
Die Wahrnehmungsgrenzen beim unbewegten Subjekt (taktile Wahrnehmung) liegen an den sensibelsten Körperstellen (Fingerspitzen und Lippen) im Bereich um einen Millimeter.

## Explorationsstrategien zur Objekterkennung
Folgende Erkundungsprozeduren (exploratory procedures) wurden identifiziert:
1. Überstreichen der Oberfläche (lateral motion)
2. Drücken (pressure)
3. Umfassen (enclosure)
4. Konturen nachfahren (contour following)
5. Statischer Kontakt (static contact)
6. Nicht unterstütztes Halten (unsupported holding)

Erfasste Objekteigenschaften sind u. a. Größe, Gewicht, Kontur, Oberflächen- und Materialeigenschaften, Festigkeit und Temperatur eines Objekts oder Subjekts.

## Störungen der haptischen Sensitivität
Eine Vielzahl von Erkrankungen und Störungen kann die haptische Wahrnehmungsfähigkeit beeinträchtigen. Neben Verletzungen der Haut (Schnittwunden, Verbrennungen etc.) sind vor allem Nervenläsionen (z. B. durch Verletzungen oder Durchblutungsstörungen) als Ursachen zu nennen. Zudem können metabolische, toxische und immunologische Ursachen Neuropathien hervorrufen, die zu sensiblen Ausfällen führen können. Einige Erkrankungen, die zu sensibel betonten Neuropathien führen, sind: Diabetes mellitus, chronische Niereninsuffizienz, Schilddrüsenstörungen (Hyper- und Hypothyreose) sowie Hepatitiden, Leberzirrhose und Alkoholabhängigkeit.

## Anwendungsgebiete
- Force Feedback
- Haptik-Design
- Haptische Technologie
- Körpertherapie
- Ergonomie
- Kunsttherapie
- Manuelle Medizin / Manuelle Therapie
- Palpation
- Physiotherapie
- Pflege
- Puzzle – probieren (gleichfarbige) Teile zusammenzufügen